# Vinohradnictví

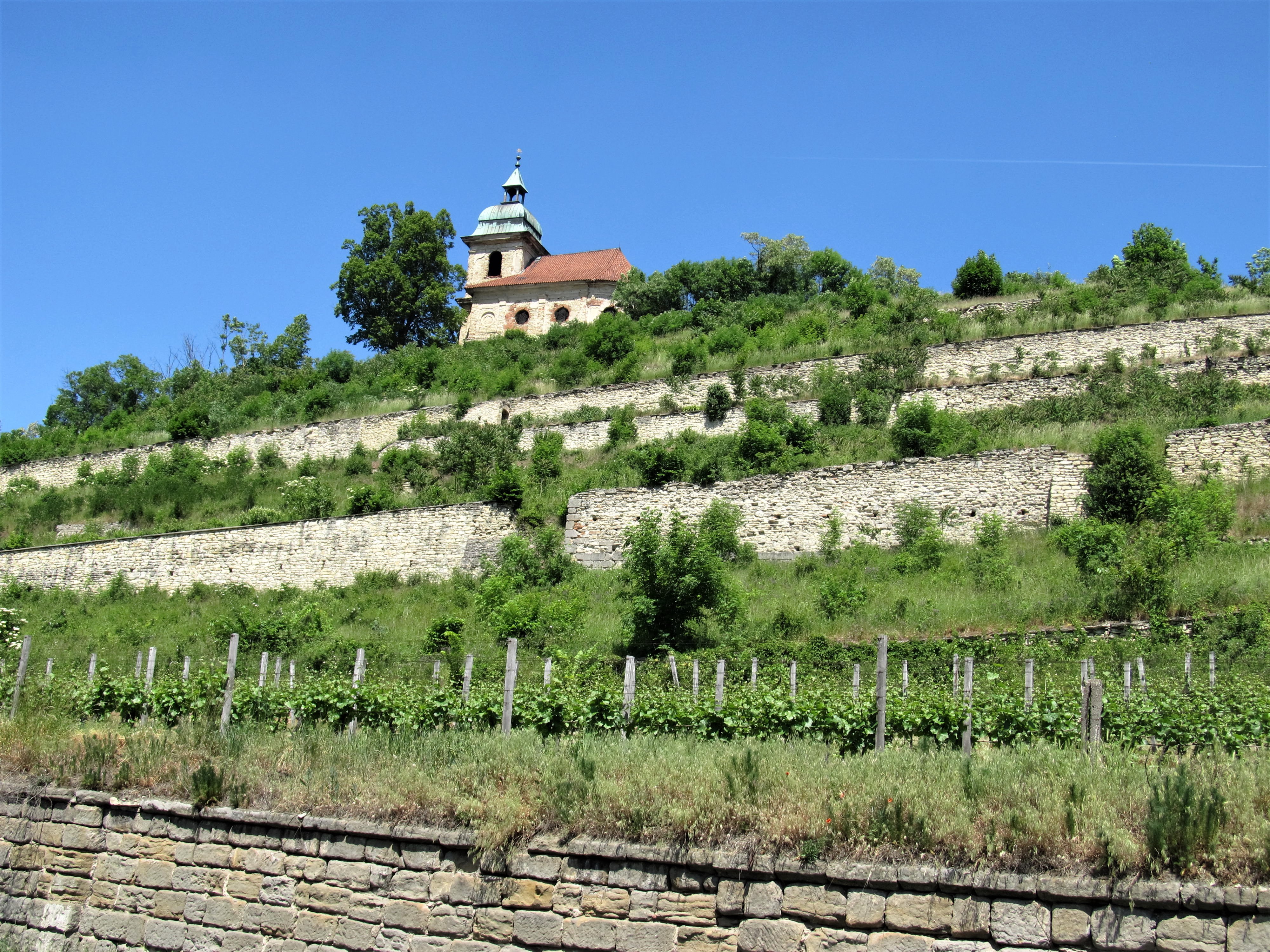
Vinohrad po kostelem svatého Ducha (Liběchov)

Vinohradnictví je proces zahrnující zakládání, údržbu vinice a všechny práce s vinicí spojené. Vinice je pozemek osázený keři vinné révy o výměře nejméně 1000 m². V Česku se každá vinice musí přihlásit k registraci u Ústředního a kontrolního zkušebního ústavu zemědělského se sídlem v Brně. Cílem článku je rozebrat přípravu půdy, výsadbu vinice a její vedení. Dále práce na vinici, do kterých se řadí letní neboli zelené práce. Nutností je révu hnojit, vyživovat a dostatečně zavlažovat. Důležitá je ochrana révy proti škůdcům a ekologie krajiny.

## Příprava půdy
Před tím, než se vinice založí, musí se nejdříve správně upravit terén pozemku a to alespoň rok před vlastní výsadbou sazenic. V praxi to může znamenat např. odstranění vytrvalých porostů a postarat se o to, aby byly tyto kořeny důkladně odstraněny. Tyto práce je důležité provádět v době vegetačního klidu.
Jde-li o pozemek po bývalé vinici, následuje tzv. „období odpočinku půdy“, které trvá zpravidla 6 let. Tato doba je potřebná k tomu, aby se vyloučila „únava půdy“. Pro zajištění dostatečného odpočinku pěstujeme plodiny používané na zelené hnojení, polní plodiny nebo víceletou vojtěšku. Právě víceletá vojtěška půdu dokáže nejlépe připravit do hloubky díky svému kořenovému systému. Příprava před výsadbou půdy je proces, který závisí pouze na každém pěstiteli. A právě proto by si pěstitelé měli uvědomit, že kvalita vinic závisí na kvalitní přípravě půdy a následné výsadbě.
Svažité pozemky se upravují terasováním do plošin, nejlépe širších rozměrů. Pokud jsou terasové stupně příliš úzké, vede to k vysychání půdy. Keře vinné révy tak trpí suchem, slabým růstem a nepravidelnou plodností. V takovýchto podmínkách můžeme růstový stav ovlivnit pouze pomocí kapkové zálivky. Podmínkou však je mít v blízkosti dostatečný vodní zdroj. Vybudování vodního zdroje však představuje další nákladnou investici do pěstování vinné révy.
V průběhu měsíce srpna se půda před výsadbou vinné révy připravuje hlubokým kypřením a to minimálně do hloubky 50 až 70 cm. V případě, že má půda dostatek živin, provádíme hloubkové kypření tzv. dlátovými podrýváky. Provádíme to v době, kdy je půda suchá a kyprá. Dalším způsobem kypření půdy je tzv. rigolace. Při rigolaci se do půdy doplňují potřebné živiny jako je např. draslík, vápník, hořčík, fosfor a bór. Takovému způsobu doplňování živin do půdy říkáme zásobní hnojení. Na základě agrochemického rozboru půdy zjišťujeme množství jednotlivých živin v půdě. Tyto rozbory provádí zemědělská laboratoř a to na základě odebraných vzorků půdy. Existují dva způsoby odebírání vzorků a to z vrchního půdního horizontu (0–30 cm) a ze spodního půdního horizontu (30–60 cm). Živiny doplňujeme pouze do tzv. prahu výnosů na 1 kg půdy. Pro každý druh půdy existuje jiná norma. Co se týká ostatního doplňování stopových prvků, provádíme dostatečným hnojením chlévskou mrvou nebo postřikem na list, což je mimokořenová výživa.
Po provedení všech výše uvedených pracích, což je potřebné hnojení a rigolaci ponecháme půdy odpočívat v hrubé brázdě až do jara. Je nutné, aby dostatečně promrzla. Na jaře, když je povrch oschlý, půdu uvláčíme a tím i urovnáme. Pak již můžeme vytyčit směr a šířku řádku pro sázení. A to ručně nebo promocí sázecích strojů. Při ruční výsadbě do jamek musíme vyznačit každé místo pro jednotlivé sazenice.

## Výsadba vinice
Sazenice vinné révy se nakupují od českých pěstitelů nebo z členských států Evropské unie a to z důvodu přísných certifikačních nařízení. Tato nařízení podléhají kontrole od orgánů unie. Kontrola je zaměřena proti šíření virových onemocnění vinné révy. Přechovávají se v obalech z plastových fólií při teplotě do 5 °C vzhledem k jejich velké náchylnosti na vysychání. Tyto sazenice jsou balené do svazku po 25 až 50 kusech a převážejí se pouze ve skříňových vozech.

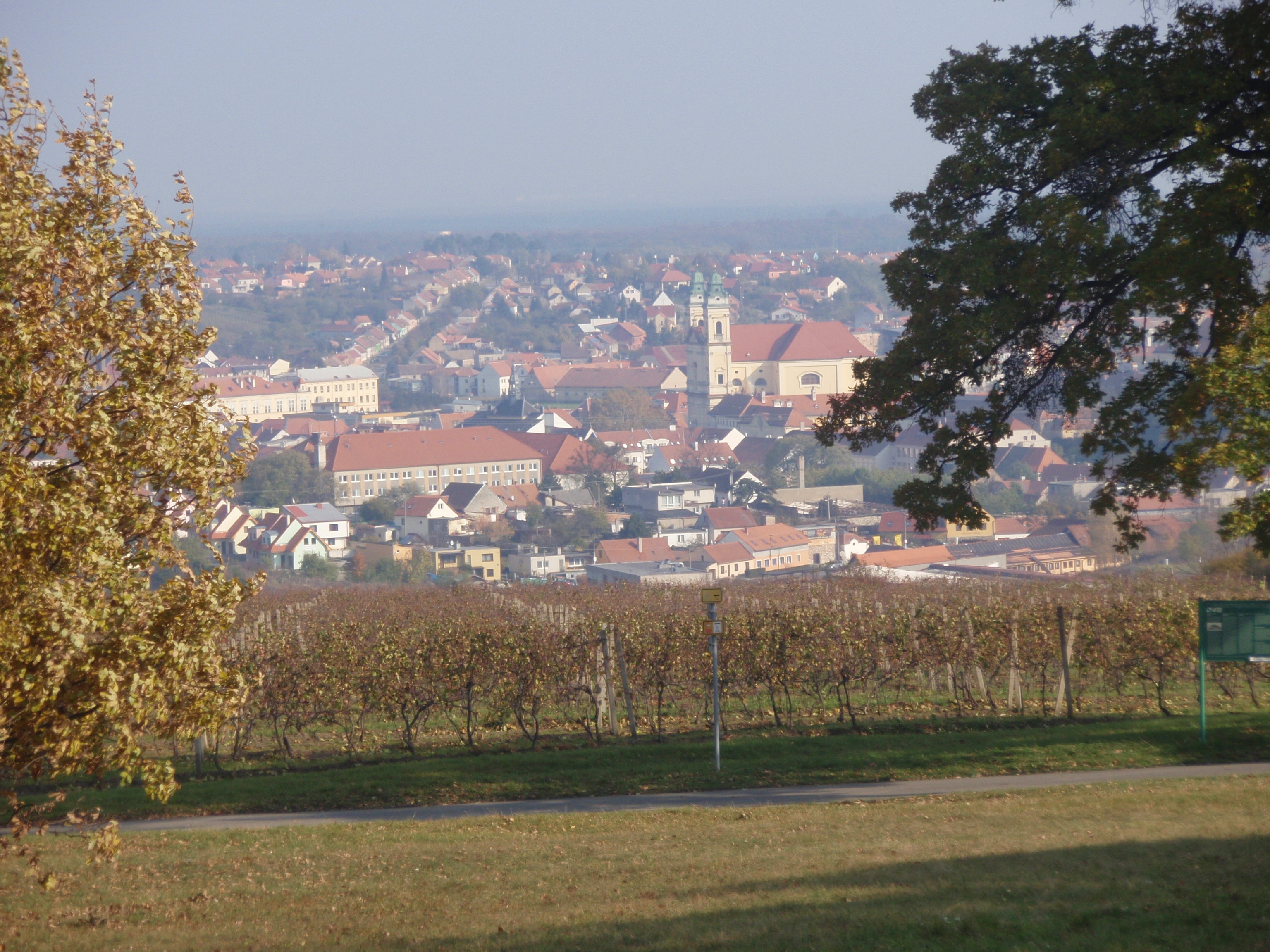
Pohled na Vinici, v pozadí město Valtice

Svazky mají rostlinný pas, na kterém je uvedeno:
- země výroby
- výrobce
- odrůda
- klon
- podnož
- klon podnože
- kontrolní úřad
- číslo uznávacího listu

Před samotnou výsadbou vinice si připravíme kořeny v délce 8–10 cm. Pokud nebudeme vysazovat sazenice ručně, ale pomocí hydrovrtu, ponoříme seříznuté sazenice celé do vody a necháme jen tam 10–12 hodin. Důvodem je, aby pletiva dostatečně nasákla vodou. Naštěpovaná část musí vyčnívat 5–7 cm nad povrchem půdy. V případě že sazenice neparafinujeme, zakryjeme sazenice kopečkem sypké půdy, který se musí udržovat kyprý. Tím letorosty snadno prorostou a sazenici chráníme před možností vyschnutí. Sazenice, které jsou parafinované tak ty nepřikrýváme. Na roubu se ponechávají pouze dva letorosty. Z toho jeden se vyvazuje stále k opěrnému kůlu. Druhý se zaštěpuje na délku 10–15 cm a nenechává se dále růst.
Mladou výsadbu udržujeme pravidelným kypřením půdy a bez plevelu. Sazenice dvakrát za vegetaci přihnojíme rozpustnými minerálními hnojivy. Na podzim se naoře půda k mladým sazenicím a musí se dobře zakrýt místo štěpování a několik spodních oček jednoletých výhonů. Předcházíme tak škodám způsobené větrem a mrazem.
Na začátku jara odkryjeme motykou půdu a zjišťujeme, v jaké stavu naše sazenice jsou. Pokud sazenice nedosáhnout výšky jednoho metru a tloušťky tužky musíme je seříznout nad roubem na délku 1–2 oček. V dalším roce pak sazenice seřízneme na větevní kroužek, což je ztloustlá základní část výhonu přisedající k dvouletému dřevu.
V předjaří se na vinici postaví ze sloupců drátěnková opěra. Nejvhodnější je požít sloupky z profilovaných, plechových, silně pozinkovaných nebo štípaných sloupků akátových, které jsou ve spodní části opálené. Sloupky slouží jako podpěrná konstrukce a zároveň nám slouží k tvarování keřů.
Vzrostlé keře se následně seříznou na výšku budoucího kmene. Aby kmeny byly rovné, vyvážou se do svislé polohy. Krátce seříznuté keře ošetřujeme stejně jako v prvním roce. Na vyvázaných kmenech se ponechají tři nejvýše stojící výhony. Aby vznikl hladký kmen, všechny ostatní výhony vylomíme. V dalších letech zůstávají paty i celé kmeny bez výhonů. Místo sazenic, které se v prvním roce neujaly, se vysadí nové sazenice stejné odrůdy, aby se udržel plný počet keřů po celou dobu pěstování vinice. Tento způsob výsadby se nazývá podsadba.
Ve třetím roce využijeme k plodnosti nejvýše postavený jeden ze tří vyzrálých výhonů na kmeni. Tento výhon se zkrátí na 5–7 oček a vyváže se. Další dva výhony se zkrátí na dvě očka, čímž vznikne zásobní čípek. Slabé sazenice se ošetřují stejně jako silné v předešlém roce.
Ve čtvrtém roce jsme dosáhli toho, že všechny keře mají stejný základní tvar. Soubor pěstitelských opatření, který si pěstitel sám zvolí, rozhoduje o pěstované odrůdě, typu vína, odbytu, stanovištních podmínkách a konkrétní výsadbě keřů.

## Vedení a řez révy vinné
Vinná réva je liána, která se pěstuje, aby poskytovala úrodu hospodářsky využitelných plodů. Její řez patří k dominantní viniční práci, který mění tvar rostliny a vzájemný poměr mezi kořenovým systémem a nadzemní částí. Každoročně se z vinné révy odstraní více než 80 % přírůstku jednoletého i víceletého dřeva. To vede k ponechání na nadzemní části menší počet letorostů, listů a hroznů. Letorostů je sice méně, ale jsou delší, s tlustými výhony, velkými listy a hlavně velkými hrozny se šťavnatějšími bobulemi. Čím větší a šťavnatější jsou bobule hroznu, tím mají vyšší kvalitu z hlediska hospodářské využitelnosti.
Kvalitativně pozitivní korelace je možné dosahovat pomocí dvou forem. A to formou malých keřů v husté výsadbě. Tuto formu používají v některých francouzských vinařských oblastech, kde připadá na jeden ha cca 10 000 keřů. Na těchto vinicích se užívá tzv. Guyotův řez. Tento řez je nazván podle Dr. Julese Guyota, který publikoval svoji metodu v knize Culture de la vigne (1861) v Paříži. V různých obměnách se tento řez rozšířil do celé řady vinařských oblastí po celém světě. U nás se tento způsob husté výsadby ale nepoužívá.
Druhá forma kvalitativně pozitivní korelace je uplatňována na velkých keřích v řídké výsadbě. Používá se na rozsáhlých vinicích. Tyto keře jsou vysoké až 1 metr. Meziřadí výsadby dosahuje šířky cca 3 metrů. Obhospodařují se způsobem, který se používá ve všech našich vinařských oblastech, tzn. traktory běžné konstrukce.
Další způsob výsadby uplatňovaný v severních vinařských oblastech Evropy jsou velké vinice vysázené ve středně hustém sponu keřů. Na jednom hektaru se nachází 4000 – 5000 keřů vinné révy. Keře rostou do výšky cca 60 cm. Na jejich vrcholu je uplatňován Guyotův způsob řezu. Meziřadí je 2 metry široké a k mechanizované práce se používají úzkorozchodné traktory.

## Letní práce na vinici
Jako jedny z nejdůležitějších prací na vinohradu můžeme označit letní práce, často se také setkáváme s pojmem zelené práce. Jedná se převážně o ruční obdělávání vinohradu v jarním a letním období. Smyslem je utvoření optimální listové plochy. To znamená, aby bylo co nejvíce listů na přímém slunečním záření a co nejméně listů vegetovalo v trvalém stínu. Toho dosáhneme zredukováním letorostů, listů a zkrácením výhonků. Letní, neboli zelené práce začínají ve chvíli, kdy se ukáže hrozen, v období od května do června.
Začíná se tzv. podlomem neboli vylamováním nesprávně postavených a neplodných letorostů. Obrost nacházející se až u patky se očistí. Na keřích révy vinné se ponechají jen letorosty z hlavních oček a tažňů. Podlom je velmi podstatnou prací sloužící ke správnému vytvarování keřů a odstranění nadměrného počtu letorostů. Před kvetením, nebo těsně po něm přichází na řadu takzvané vylamování zálistků, tedy mladých letorostů. Zálistky jsou osy druhého řádu, které vyrůstají v paždí každého listu a tím silně zahušťují porost. Přinášejí určitá pozitiva, například produkují cukry, které slouží jako zásobní látky v kořenech. Musí se však průběžně vylamovat, jinak by jejich hustota způsobila zhoršené osvětlení listů a špatné provzdušnění, což by bránilo hroznům k vyzrávání. Ze zálistků vyrůstajících ve dvou vrchních třetinách letorostu jde cukr pouze do bobulí, zkracují se tedy jen zálistky vyrůstající ve spodní třetině. Někdy se kvůli přístupu sluníčka odlamují i některé listy v okolí hroznů, především u odrůd s hustým olistěním (např.: Tramín). Děje se tak před zaměkáním bobule. Nedoporučuje se však úplně odlistění, neboť hrozí úpal na bobulích. Zvláště hrozny bílých odrůd jsou náchylné na sluneční úpal. Odlistění také snižuje napadení hroznů plísní šedou, proto se někdy provádí v termínech před plnou zralostí hroznů.
Další důležitou letní prací na vinohradu je probírka hroznů. Dříve se prováděla jen u stolních odrůd vína, nyní se stále více uplatňuje i u odrůd, které se získávají pro tvorbu jakostních vín s přívlastkem. U stolních odrůd se redukuje už při podlomu počet hroznů na letorost, tím že se na každém letorostu nechá jen jedno květenství. Tím tak vinař získá větší hrozen s většími bobulemi. Jinak se to provádí u odrůdy s hustými hrozny. U těchto odrůd se probírka provádí až po odkvětu. U modrých odrůd se probírka dělá až po zaměknutí bobulí. V tuto chvíli se odstraňují jen hrozny opožděné ve vybarvování.

## Výživa révy vinné a hnojení vinice
Réva vinná odebere ročně z půdy poměrně značné množství minerálních látek. Jedná se především o dusík (N), fosfor (P2O5), draslík (K2O), nebo hořčík (MgO). Půdní horizont by měl mít, pro správný růst vinohradu, půdní horizont, který je rovnoměrně prostoupen živinami tak do hloubky cca 0,6 metru, hlavně v hloubce okolo 35 cm.

### Dusík
Dusík je stavební látkou mnoha sloučenin v rostlinném organismu a také zrychluje růst révy vinné. Odběr dusíku je největší v období květenství a nasazení bobulí. Působí příznivě na plodnost révy i na následnou kvalitu samotného vína. Neboť zvyšuje extrakt vína a výtěžnost moštu. Nedostatek dusíku se projevuje zelenožlutým zbarvením listových čepelí a také červeným zbarvením os letorostů. Růst vinné révy při nedostatku dusíku je pomalý a cukernatost nízká. Naopak nadbytek dusíku se projevuje zjemněním pletiv celé rostliny, réva je tak náchylnější k napadení houbovými chorobami. Snižuje se i odolnost proti mrazu a suchu. Dusíkem se hnojí ve dvou dávkách, jarní dávkou (30 – 60kg na 1 ha vinice) a druhou dávkou těsně před kvetením (20kg dusíku na 1ha vinice). Užívá se rychle působící ledek vápenatý.

### Draslík
Draslík je přijímán nejvíce v době od zaměknutí bobulí do sklizně hroznů. Napomáhá lepšímu ukládání cukrů jak už v bobulích, tak v kořenech. Proto je důležitý hlavně v severnějších oblastech, kde jsou chladnější podmínky. Nedostatek draslíku se nám projeví jinak u mladých a jinak u starších listů. Mladým listům hnědnou okraje a stačí se nahoru, za to staré listy se zbarvují do fialova. Postihuje to kořenový systém, který řídne a tudíž příznaky v podobě zbarvených listů pozorujeme odspoda. Od starších listů k těm nejmladším. Je to i tím, že pokud dojde k nedostatku draslíku, rostlina jeho zbytky přemisťuje ze starších listů do mladých. Při nedostatku draslíku se snižuje odolnost vůči mrazům a zvyšuje se možnost napadení listů oidiem. Naopak nadbytek draslíku na listech nepoznáme, velké množství draslíku vyvolává na lehkých půdách nedostatek hořčíku. Draslíkem se hnojí jednou za 3 roky v dávce okolo 180 kg na 1 ha vinice.

### Fosfor
Fosfor je přijímán rovnoměrně v průběhu celé vegetace. Je důležitý pro rostlinu, ale i pro půdu, kde podporuje rozvoj půdních bakterií. Podporuje tvorbu semen, květů i plodů. Ve většině našich půdních systémů je fosfor v dostatečném množství. Přesto jako příznaky jeho nedostatku značíme tmavě zeleno-hnědé listy, s velkým obsahem škrobu. Při větším nedostatku se mohou poškodit i kořeny a vyzrání dřeva. Tvoří se malé květenství a bobule opadávají. Nadbytek fosforu se vyskytuje velice výjimečně, způsobí slabý růst a zmenší listové čepele. Fosforem se hnojí většinou jednou za 3 roky při podzimní orbě vinice. Zapravuje se hlouběji do půdy v dávce okolo 70 kg na 1 ha vice.

### Hořčík
Hořčík spotřebovává réva převážně v období od rašení do kvetení. Je důležitou stavební látkou chlorofylu. Příznakem jeho nedostatku je zbarvení listů a čepele u bílých odrůd do žluta a u modrých odrůd do červena. Toto zbarvení se nazývá interkostální žloutenka. Nedostatek této látky také vyvolává vadnutí třapiny hroznů. Nadbytek se stejně jako u fosforu objevuje zřídkakdy, brzdí příjem vápníku a při vysokém nadbytku mohou rostliny i odumřít. Hořčíkem se hnojí na lehkých půdách, kde se k tomu používají dolomitické vápence a na hlinitých půdách, kde je zapotřebí použít kieserit.

### Vápník
Další důležitou minerální látkou je vápník, který rostlina spotřebovává hlavně v období po odkvetení a v období zaměknutí bobulí. Vápník chrání révu před působením toxických látek. Při nedostatku vápníku jsou bobule náchylnější k napadení plísní šedou, listy blednou a vrcholky odumírají. Listy postupně opadají a keře révy vinné odumřou. Nadbytek vápníku způsobuje žloutenku. Žloutnutí listů postupuje od vrcholku ke spodku keře. Hnojení vápenatými hnojivy se vyplatí hlavně na kyselých půdách. Využívají se k tomu mleté vápence v množství okolo 1–2 t na jeden hektar vinice. Hnojí se obvykle jednou za delší období.
Kromě minerálních látek je pro proces výživy důležitá také organická hmota a z ní vzniklý humus. Roční spotřeba se pohybuje mezi 2000–3000 kg na jeden hektar vinice. Nedostatek organické hmoty se musí nahrazovat organickými hnojivy nebo zeleným hnojením. Tato hnojiva jsou nedílnou součástí hnojení vinic. Pomáhají zlepšovat půdní strukturu, tím se obohacuje bakteriální život v půdě. Zelené hnojení znamená vysít vhodnou rostlinu do každého druhého meziřadí. Většinou se jedná o rostliny motýlokvěté, nebo hořčici, která potlačuje šíření půdních háďátek, která přenášejí vinné choroby.

## Obdělávání půdy
Viniční půda vyžaduje důkladnou péči, aby mohla splňovat nároky, které jsou na ni kladeny.
Půda a černý úhor, což je vlastně udržovaný pozemek bez porostu ztrácí svou strukturu kvůli různým vlivům. Mezi ty hlavní patří například: globální oteplování, které způsobuje prudký úbytek půdní vláhy. To může vést až ke vzniku látek ovlivňující kvalitu vína, dále pak udusávání půdy při pohybu po vinici a při ošetřování keřů, či pod koly projíždějících traktorů, které udusáním půdy omezují růst kořenového systému a zabraňují přístupu živin. Jedním z nejdůležitějších předpokladů pro udržení požadované kvality půdy je správný podíl humusu, který by neměl překročit 2,5 %. V souvislosti s humusem a hnojením půdy se využívá tzv. zelené hnojení, což je: „druh organického hnojení, při kterém se do půdy zapravuje biomasa rostlin vypěstovaných pro tento účel s cílem obohatit půdu o organickou hmotu i rostlinné živiny a tím zvýšit půdní úrodnost.“ Kypření pak obnovuje přirozenou kvalitu půdy v místech, kde došlo k jejímu udusání při pohybu po vinici a ničení plevelů. Plochu v těsné blízkosti keřů je vhodné udržovat v bezplevelném stavu, ať už mechanicky, či za pomoci herbicidů.

## Ochrana révy proti škůdcům
Mezi nejobávanější škůdce, kteří mohou celou vinici kompletně zničit patří například:
révokaz, padlí révové, nebo plíseň révová, které se v Evropě objevily zhruba v polovině devatenáctého století a proti kterým se dá již účinně bránit. Dalšími škůdci mohou být například: housenky obaleče mramorovaného a obaleče jednopasného, kteří se živí kvítky, kde zanechávají pavučinky a další generace pak napadá samotné bobule, což zapříčiňuje výskyt plísně šedé, která se rychle šíří. Velkou hrozbou pro vinice jsou hejna špačků, kteří útočí na zrající hrozny a jen obtížně se dají zaplašit. Proto je vhodným ochranným prvkem pevná síť a to především u ještě plně nedorostlých keřů.
Různá období si vyžadují svou ochranu před škůdci, jejichž výskyt je tímto obdobím podmíněn, popřípadě ochrana proti nim musí proběhnout již s předstihem v určitém stádiu révy. Proto již před rašením dochází k postřiku sirnatými preparáty k ochraně před halčivcem a vlnovníkem révovým, kteří způsobují tzv. kadeřavost.
Na místě je i prevence na vinicích, které byly v předchozím roce napadeny červenou spálou, černou skvrnitostí, nebo padlím révové. Zde se používají sirnaté preparáty. Před kvetením je vhodná preventivní ochrana před plíseň šedáplísní šedou, nebo plísní révovou, která napadá zelené orgány révy, což vede k hnědnutí a jejich zániku.
Po odkvětu se aplikuje ochrana proti houbovým chorobám, jelikož v té době dochází ke vzniku bobulí, které nemají ještě svou přirozenou povrchovou tuhost. Postřiky se provádějí hned za sebou po dvanácti dnech.
Suchá letní období, která nejsou doprovázena bouřkami či rosou, nevyžadují žádnou zvláštní ochranu. V opačném případě vzniká nebezpečí výskytu plísně šedé, révové, či padlí révovému a v zhledem k dozrávajícím plodům je nutné použít šetrnější ochranu, než jakou jsou sirné postřiky, které by měly přímý dopad na kvalitu vína.
V zimních měsících pak dochází k napadání zajíci, bažanty, králíky, či srnkami, které okusují keře po celý rok.

## Krajina vinohradnictví a zásah do ekosystému
Vinice jsou nedílnou součástí vinařských oblastí, a protože jsou významným zásahem do celé krajiny, ovlivňují také ekosystém na daném území. Ekologicky nešetrné obhospodařování vinic mělo především na konci dvacátého století za následek vyhynutí několika druhů rostlin a hmyzu. V průběhu roku 2004 bylo skupinou entomologů vypozorováno, že na vinicích, kde byl aplikovaný ekologicky šetrný přístup, se vyskytovalo až třicet dva druhů denních motýlů, což bylo dvaatřicetkrát více než na klasicky obhospodařovaných vinicích. Úhyn různých druhů živočichů, především hmyzu, ale také rostlinstva je zpravidla zapříčiněn dvěma vlivy. Prvním je několikrát opakovaná mechanická a chemická kultivace půdy, která ve snaze zlepšení podmínek pro vývoj a růst révy vede k šíření obtížně vymýtitelných druhů plevelů a zničení mnoha druhů užitečných bylin. Druhým a zcela zásadním vlivem je užití toxických přípravků, které při silné koncentraci zahubí kromě škůdců také užitečný hmyz. Konkrétně to je například insekticid ze skupiny syntetických pyretroidů. Tento nešetrný přístup je již nahrazován takzvanou integrovanou produkcí vína, která v mezinárodním měřítku stanoví jasná pravidla, mezi které patří například minimalizace, nebo úplné vyloučení hnojiv a pesticidů při produkci vinné révy. Základním principem je využití poznatků nashromážděných takřka již od počátků vinohradnictví, a mezi které patří například zatravnění plochy mezi keříky rostlinstvem a bylinami, které svou přítomností zvyšují podíl humusu a zabraňují vodní erozi půdy. Dochází k rozvoji přirozeného ekosystému, který poskytuje vinici přirozenou odolnost a obranyschopnost, při zachování životních podmínek pro různé druhy organismů, které svou přítomností pozitivně působí na celou vinic a potažmo i na kvalitu vína.